# Renata Hönisch
Renata Hönisch (31 dicembre 1958) è un'ex fondista austriaca ipovedente, vincitrice di nove medaglie (una medaglia d'oro, cinque d'argento e tre di bronzo) alle Paralimpiadi invernali del 1984, 1988, 1992, 1994 e 1998.

## Biografia
Fin dall'infanzia Hönisch ha una vista limitata, con l'occhio destro cieco e l'occhio sinistro al 2% di vista. Nel 2001 l'atleta si è ammalata di leucemia, situazione che ha reso necessario il trappianto di midollo osseo donatole dal fratello.

## Carriera
Alle sue prime Paralimpiadi, a Geilo 1980, Hönisch si è classificata quarta nei 10 km 5A media distanza e quinta nei 5 km 5A corta distanza.
Quattro anni più tardi, a Innsbruck 1984, Hönisch è arrivata al 3º posto nella gara di 10 km B2 media distanza (dietro all'atleta svedese Desiree Johansson e a quella finlandese Kyllikki Luhtapuro) e al 1º posto nella stafetta 4x5 km B1-2
Nel 1998, sempre ad Innsbruck, Hönisch ha conquistato l'argento nella gara di 5 km B2 (oro per Sandra Lecour e bronzo per Marian Susitz) e nella stafetta 3x5 km B1-3 e il bronzo nella gara di 10 km B2.
Sono seguite le medaglie d'argento nei 5 km B2-3 alle Paralimpiadi di Tignes Albertville 1992, nelle gare di 5 km tecnica classica B2 e 5 km tecnica libera B2 a Lillehammer 1994 e nella stafetta 3x2.5 km aperta con la nazionale austriaca a Nagano 1998.

## Palmarès

### Paralipiadi
- 9 medaglie:
  - 1 oro (4x5 km stafetta B1-2 a Lillehammer 1994)
  - 5 argenti (3x5 km stafetta B1-3 e 5 km distanza corta B2 a Innsbruck 1988; 5 km tecnica classica e 5 km tecnica libera B2 a Lillehammer 1994; 3x2.5 km stafetta aperta a Nagano 1998)
  - 3 bronzi (5 km distanza corta B2-3 a Tignes 1992)